# Bazilika Superga
Bazilika Superga (tal. Basilica di Superga) je crkva iz 18.-tog stoljeća u blizini Torina. 

## Povijest
2. rujna 1706. Eugen Savojski i Viktor Amadeo II. popeli su se na brdo Superga kako bi promotrili francusko-španjolsku opsjedu grada. Zavjetovali su se da će na tom istom brdu izgraditi crkvu u znak oslobođenja Torina.

Radovi su započeli 20. srpnja 1717. ravnanjem vrha brda za oko 40 metara, te pripremanjem tla za gradnju. Filippo Juvarra je bio glavni arhitekt. 14 godina kasnije, iako još uvijek nije bila gotova, bazilika je dodijeljena Karlu Emanuelu III. 5. studenog 1731.

Bazilika je visoka 75 metara. Unutrašnjost je ispunjena raznim skulpturama, slikama i mramorom. reljef Amadea Savojskog u borbi za Torino 1706. se također nalazi u bazilici. Visoka kupola inspirirana je Borrominijem.

## Kraljevske grobnice
1774., Viktor Amadeo III. odlučio je sagraditi grobnicu, te je zadatak dao arhitektu Francescu Martinezu, nećaku Fillipa Juvarre, arhitekta bazilike.

U mauzoleju bazilike pokopani su veliki vladari Savojske dinastije od Viktora Emanula II. do Karla Alberta (osim Karla Felice). Također drugih 50 prinčeva i princeza Savojske dinastije su pokopani u mauzoleju.

## Superga tragedija
4. svibnja 1949. avion s cijelom momčadi nogometnog kluba Torino A.C. srušio se na brdo Superga. 31 osoba je poginula, od kojih 18 igrača. Ekipa se vraćala s utakmice protiv Benfice u Lisabonu.
Talijanski avion Fiat G212CP naletio je na oluju, te se suočio sa slabom vidljivosću i udario u brdo, pokraj Bazilike Superga. Talijanske vlasti su proglasili nesretan slučaj.

## Galerija
- Brdo Superga
- Bazilika Superga
- Kupola
- Natpis posvećen Filippu Juvari
- Spomenik tragedije